# 小松奈央 (プロレスラー)
小松 奈央（こまつ なお、1983年8月3日 - ）は、日本の女子プロレスラー。

## 所属
- OZアカデミー女子プロレス（2009年 - 不明）

## 経歴・戦歴
2009年
- 12月23日 OZアカデミー初の生え抜き選手として後楽園ホールでの中川ともか戦でデビュー。

2011年
- 1月9日 OZアカデミー新宿大会（新宿FACE）にて下野佐和子からフォールを奪いシングル戦で初勝利。
- 1月30日 プロレスリングWAVE（名古屋大会）初参戦。加藤園子とのタッグで浜田文子&下野佐和子組と対戦。
- 8月7日 JWP初参戦。矢神知樹と組み、masu-me&勝愛実組と対戦。masu-meをダイビングボディプレスでしとめて勝利。

2012年
- 12月9日 OZアカデミー後楽園ホール大会にて、豊田真奈美のトペを受けた際に左下腿骨粉砕骨折、全治3カ月と診断された[1]。

時期不明
- OZアカデミー所属から外れる。

## 人物
- プロレスラーとなる前はスポーツクラブでインストラクターをしていた。
- 2008年にデビュー予定であったが、負傷のためデビューが1年延期されていた。

## 得意技
- ドロップキック
- ボディープレス

## 入場曲
- 「3」（ブリトニー・スピアーズ）

## 小松奈央応援団
小松奈央のデビュー時より熱心な応援団がいることで知られる。
特徴としてB'zの大ヒット曲「太陽のKomachi Angel」の一節を捩ったものに代表される掛け声で試合の盛り上げている。
他団体に参戦するようになった2011年以降、応援団の活躍がよりクローズアップされていき、6月12日のジャングル・ジャック21興行にて、試合後に対戦相手のGAMIより「いいねあんたの応援団」と嫌味を込めて言われた。
同年に初参戦したプロレスリングWAVEのリーグ戦「Catch the WAVE」でGAMIの独断によりベストパフォーマンス賞を受賞した。
同年度のBEST WIZARDでもベストインパクト賞受賞。